# 門真運転免許試験場

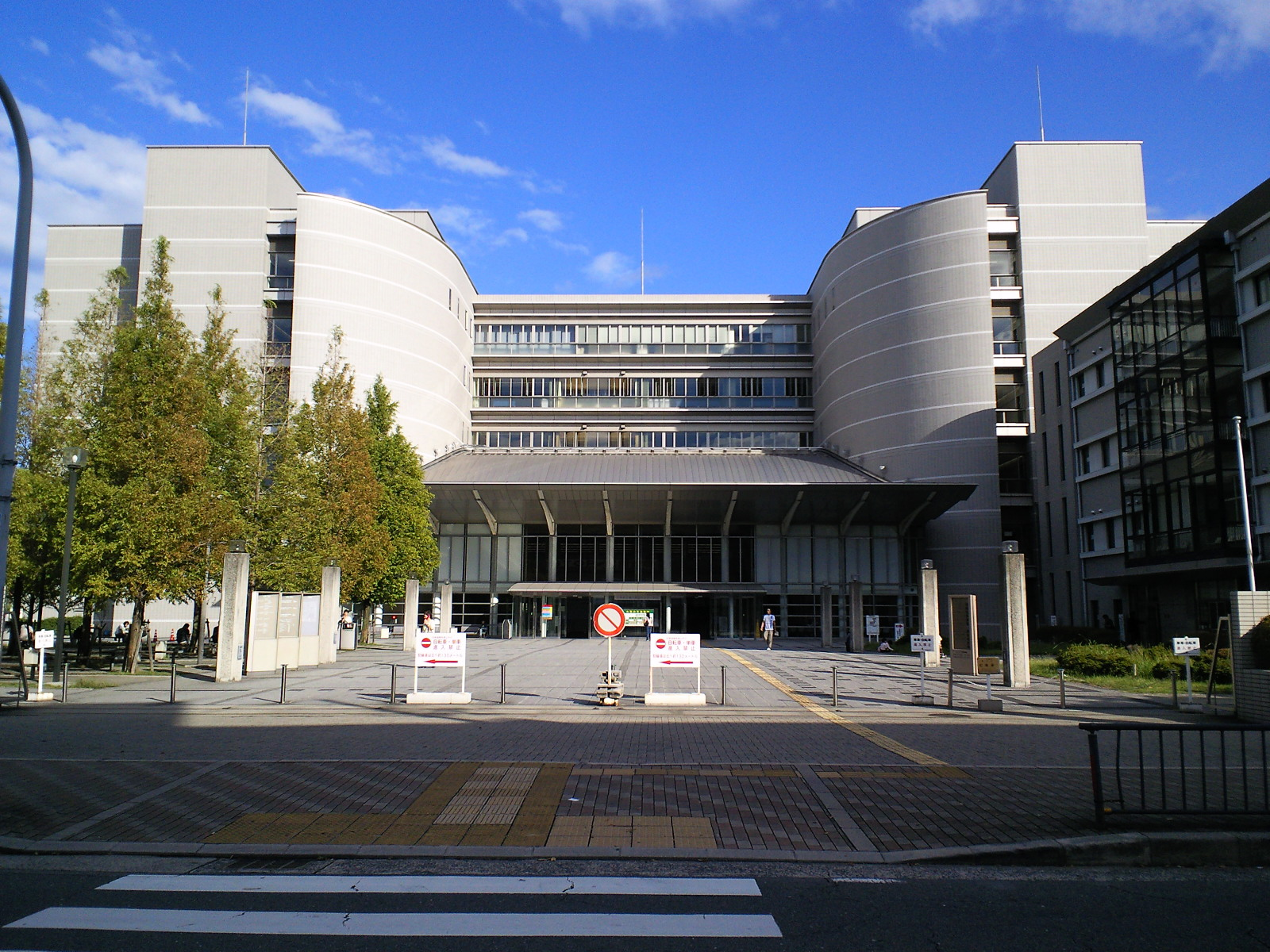
門真運転免許試験場 外観（2010年10月撮影）

門真運転免許試験場（かどまうんてんめんきょしけんじょう）は、大阪府門真市にある大阪府警察が管理する運転免許試験場。
通称は「門真」もしくは、最寄の駅名より「古川橋」と呼ぶ人もいる。所在地は門真市一番町23番16号。同じ建物に大阪府警察本部第四方面本部がある。門真警察署とは約1km離れている。

## 施設
全ての運転免許の技能試験を行うことの出来るコースがある。大型車を含めて路上試験も行う。土曜日、祝日、年末年始（12月29日 - 1月3日）は業務を行わないが、日曜日は更新が即日交付でできるので駐車場や周辺が混雑する。
- 食堂
- 大阪府赤十字血液センター（門真献血ルーム）
- 有料駐車場（外部に民間の駐車場もある、付近飲食店駐車場には日曜日などガードマンを配置して不法駐車を警戒することがある）
- 無料駐輪場、無料バイク置き場
- タクシー乗り場

## アクセス
- 京阪本線「古川橋駅」またはOsaka Metro長堀鶴見緑地線「門真南駅」下車。どちらも徒歩で約20分程度（京阪本線・大阪モノレールの門真市駅は最寄の駅ではない。）。 京阪古川橋駅より南方へ1300m、国道163号線試験場入口交差点より南方へ向かうと左手にある。車での真っ直ぐの道であるのでタクシーなら古川橋駅南口より2km以内で到着できる。  門真南駅1番出入り口より距離にすれば1600m程度であるが、府道南寺方大阪線桑才交差点へ出るまでの道が複雑。桑才交差点北方約800m右手にある。  一方通行路の関係などで、駅から免許試験場へは迂回をすることになるので走行距離が2kmを超える可能性がある。門真南駅のタクシー乗り場は2番出口前であり、かなりの迂回が必要となる。免許試験場のタクシー乗り場は南向き道路にあり、門真南駅1番出入り口までは一方通行路を迂回なく進行できるので距離的に2km以内に収まる。
- 京阪バス「免許試験場」バス停下車。北行きのバス停はバスプールの場合と道路上の場合がある。始発のバスはバスプールから発車する。
  - 京阪本線古川橋駅南口、1番のりばから【5】「門真団地」もしくは「免許試験場」行に乗車。